# Étrappe
Étrappe település Franciaországban, Doubs megyében. Lakosainak száma 204 fő (2022. január 1.). Étrappe Onans, Appenans és Geney községekkel határos.

## Népesség
A település népességének változása:
| Lakosok száma | 67   | 160  | 165  | 177  | 196  | 207  | 213  | 218  | 213  | 204  |
|               | 1968 | 1982 | 1990 | 2006 | 2013 | 2015 | 2017 | 2019 | 2020 | 2022 |